# Polovețke, Berdîciv
Polovețke (în ucraineană Половецьке) este o comună în raionul Berdîciv, regiunea Jîtomîr, Ucraina, formată numai din satul de reședință.
Localitatea face parte din regiunea istorică Volânia, iar după tratatul de pace de la Riga din 1921 a devenit parte a Uniunii Sovietice.

## Demografie
Componența lingvistică a satului Polovețke
     Ucraineană (98,75%)
     Rusă (1,25%)
Conform recensământului din 2001, majoritatea populației satului Polovețke era vorbitoare de ucraineană (98,75%), existând în minoritate și vorbitori de rusă (1,25%).